# Christopher Judge
Douglas Christopher Judge (13. říjen 1964, Los Angeles, Kalifornie) je americký herec.
Jednou z jeho prvních rolí byla epizoda seriálu MacGyver, kde se potkal se svým budoucím kolegou ze seriálu Hvězdná brána (Stargate SG-1), kde hrál jednu z hlavních rolí Teal'ca. Teal´c je prvním svobodným jaffou. Napsal i několik epizod tohoto seriálu, většina z nich se týkala jeho postavy. Namluvil také mnoho postav v animovaných pořadech a počítačových hrách. Párkrát se objevil i v seriálu Hvězdná brána: Atlantida, např. v epizodě se Samanthou Carterovou nebo v epizodě Midway (Přestupní stanice), kde ztvárnil důležitou roli. 
Také hrál postavu Krata ve videohrách God of War (2018) a sequelu God of War Ragnarök. 

## Filmografie
| Rok       | Film/seriál                                     | Role                                 | Poznámky                     |
| --------- | ----------------------------------------------- | ------------------------------------ | ---------------------------- |
| 1990      | Neon Rider                                      |                                      | 1 epizoda                    |
| 1990      | MacGyver                                        | Deron                                | 1 epizoda                    |
| 1990      | Jump Street 21                                  | muž ve frontě (neuveden v titulcích) | Episoda: Unfinished Business |
| 1990      | Pták na drátě                                   | policista v kavárně                  |                              |
| 1990      | Rychlopalba                                     | člen parlamentu v baru               |                              |
| 1991      | House Party 2                                   | Miles                                |                              |
| 1994-1995 | Sirény                                          | Richard Stiles                       | 22 epizod                    |
| 1995      | Fresh Prince                                    |                                      | 1 epizoda                    |
| 1997-2007 | Hvězdná brána                                   | Teal'c                               | 211 epizod                   |
| 2000-2001 | Action Man                                      | Simon Grey                           | 14 epizod, dabing            |
| 2000-2003 | X-men: Začátek                                  | Magneto                              | 20 epizod, dabing            |
| 2001      | Romantická komedie 101                          | Nigel                                |                              |
| 2001      | First Wave                                      | Xevallah                             | 1 epizoda                    |
| 2001      | Překročená mez                                  | Alfonso James                        |                              |
| 2001      | Svoboda nade vše                                | Dr. Roeg                             | 1 epizoda                    |
| 2002      | Sněžní psi                                      | Dr. Brooks                           |                              |
| 2002      | Pro dobrou věc                                  | reverend Lester Stokes               | 1 epizoda                    |
| 2002-2003 | Andromeda                                       | Achilles Avatar                      | 2 epizody                    |
| 2003-2004 | He-Man and the Masters of the Universe          | Zodak                                | 4 epizody, dabing            |
| 2005      | Blízko nepříteli                                | Nate Wall                            |                              |
| 2007      | Snídaně pro psy                                 | Chris                                |                              |
| 2007-2008 | Hvězdná brána: Atlantida                        | Teal'c                               | 2 epizody                    |
| 2008      | Hvězdná brána: Návrat                           | Teal'c                               |                              |
| 2008      | Hvězdná brána: Archa pravdy                     | Teal'c                               |                              |
| 2009      | Stargate SG-1: Children of the Gods - Final Cut | Teal'c                               |                              |
| 2010      | Paradox                                         | kapitán Papillo                      |                              |
| 2010      | NCIS: Los Angeles                               | Assan Refiq                          |                              |
| 2011      | Dead Space: Aftermath                           | Nick Kuttner                         |                              |
| 2011      | Rehab                                           | Charles                              |                              |
| 2012      | Temný rytíř povstal                             | Mercenary Security #4                |                              |
| 2012      | Mentalista                                      | Dante Holmes                         | 1 epizoda                    |
| 2012      | Clash of the Empires                            | Amthar                               |                              |
| 2013      | Knock 'em Dead                                  | Freddy                               |                              |